# Operazione Storax
La serie di test nucleari denominata Operazione Storax si riferisce alle detonazioni nucleari condotte dagli Stati Uniti d'America in diverse aree del poligono nucleare denominato Nevada Test Site, dal 6 luglio 1962 al 25 giugno 1963.
Alcune trattazioni includono nell'operazione Storax anche i test delle operazioni Sunbeam e Roller Coaster, che furono effettuate nel sito nevadese nello stesso periodo, mentre altre considerano tali test come facenti parte di operazioni del tutto separate. Altre ancora includono in questa serie il test Tendrac, il secondo test nucleare britannico effettuato nel Nevada Test Site. Tuttavia, il dipartimento della difesa statunitense ha più volte affermato, tramite rapporti ufficiali, che l'Operazione Sunbeam, talvolta chiamata anche Operazione Dominic II e considerata la costola continentale dell'Operazione Dominic I, non faceva parte dell'Operazione Storax.

## Storia
L'operazione, che si colloca cronologicamente tra due serie di test nucleari svolte, la prima, ossia l'Operazione Fishbowl, nell'atollo Johnston, e la seconda, denominata Operazione Roller Coaster, sempre nel sito di test nevadese, fu condotta dalla Commissione per l'energia atomica degli Stati Uniti d'America assieme all'Armed Forces Special Weapons Project, all'Office of Civil and Defense Mobilization e ad altre agenzie governative, e fu, al tempo della sua esecuzione, l'operazione che vide il maggior numero di detonazioni nucleari mai effettuate in una sola operazione, superando di 3 detonazioni l'Operazione Nougat.

Nonostante la serie di test sia stata condotta interamente prima della firma del Trattato sulla messa al bando parziale degli esperimenti nucleari, avvenuta il 5 agosto 1963, quasi tutte le esplosioni furono effettuate nel sottosuolo, proprio come era avvenuto per la già citata Operazione Nougat, anche se con un migliore confinamento delle radiazioni rispetto ad esso, e come sarebbe poi avvenuto da lì in avanti, causando crateri superficiali solo in alcuni casi, come quello dello spettacolare test Sedan.

Tra i vari test condotti durante questa operazione, ve ne furono diversi facenti parte dell'Operazione Plowshare, tra cui il già citato Sedan, volti allo sviluppo di ordigni nucleari per scopi civili, come la realizzazione di crateri a scopi estrattivi e minerari. Proprio il Sedan, che fu uno tra i due test con il maggior fallout nella storia dei test nucleari statunitensi, contendendosi il primato con il test George dell'Operazione Tumbler-Snapper,  segnò l'inizio della fine dell'Operazione Plowshare e dei progetti di utilizzo civile delle armi atomiche, peraltro, frutto dello stesso test fu anche il cratere "Sedan", ossia il più grande cratere artificiale mai realizzato su suolo statunitense, incluso nel registro nazionale dei luoghi storici il 21 marzo 1994.

## Ordigni testati
Come tutti i test svolti nel Nevata Test Site, anche quelli dell'Operazione Storax furono test a potenza relativamente bassa, con l'eccezione dei test Sedan, che rilasciò un'energia di 104 chilotoni, e Mississippi, che arrivò a 115 chilotoni, un'energia quest'ultima che, sebbene sia pari a circa 9 volte quella rilasciata della bomba atomica sganciata su Hiroshima, è comunque decine di volte inferiore a quella di molti esperimenti condotti nel Pacific Proving Grounds con bombe termonucleari.

## Test
| Nome         | Data e ora (UT)                | Fuso orario locale | Sito                                      | Altitudine + quota | Modalità, Scopo                                | Tipo di ordigno       | Potenza       | Fallout                                                          | Fonti                               | Note |
| ------------ | ------------------------------ | ------------------ | ----------------------------------------- | ------------------ | ---------------------------------------------- | --------------------- | ------------- | ---------------------------------------------------------------- | ----------------------------------- | --- |
| Sedan        | 6 luglio 1962, 17:00:00,15     | PST (-8 ore)       | NTS Area U10h 37.17695°N 116.04626°W      | 1325 m - 190 m     | In cratere, sviluppo per scopi pacifici        | W56                   | 104 kt        | Rilevato al di fuori del sito di detonazione, 15 MCi (560 PBq)   | [ 1 ] [ 5 ] [ 6 ] [ 7 ] [ 8 ] [ 9 ] | Secondo test dell'Operazione Plowshare. Fu utilizzato un ordigno simile a quello dei test Bluestone e Swanee dell'Operazione Dominic, smosse 12 milioni di tonnellate di terra e generò un cratere di cratere di 390 × 98 m.                                                             |
| Merrimac     | 13 luglio 1962, 16:00:00,15    | PST (-8 ore)       | NTS Area U3bd 37.05507°N 116.03411°W      | 1205 m - 413,31 m  | Pozzo sotterraneo, sviluppo di armamenti       |                       | Meno di 20 kt | Rilevato, 22 kCi (810 TBq)                                       | [ 1 ] [ 5 ] [ 9 ] [ 8 ]             | |
| Wichita      | 27 luglio 1962, 21:00:00,16    | PST (-8 ore)       | NTS Area U9y 37.12967°N 116.05734°W       | 1265 m - 150,27 m  | Pozzo sotterraneo, sviluppo di armamenti       |                       | 3,5 kt        | Rilevato, 760 Ci (28 000 GBq)                                    | [ 1 ] [ 5 ] [ 9 ] [ 8 ]             | |
| York         | 24 agosto 1962, 15:00:00,15    | PST (-8 ore)       | NTS Area U9z 37.11866°N 116.04022°W       | 1256 m - 226,47 m  | Pozzo sotterraneo, sviluppo di armamenti       |                       | 5 kt          | Rilevato, 120 kCi (4 400 TBq)                                    | [ 1 ] [ 5 ] [ 9 ] [ 8 ]             | |
| Bobac        | 24 agosto 1962, 17:00:00,13    | PST (-8 ore)       | NTS Area U3bl 37.04613°N 116.02453°W      | 1199 m - 206,03 m  | Pozzo sotterraneo, sviluppo di armamenti       |                       | 2,5 kt        | Rilevato I-131, 0                                                | [ 1 ] [ 5 ] [ 9 ] [ 8 ]             | |
| Raritan      | 6 settembre 1962, 17:00:00,16  | PST (-8 ore)       | NTS Area U9u 37.13026°N 116.04561°W       | 1254 m - 157,28 m  | Pozzo sotterraneo, sviluppo di armamenti       |                       | 2 kt          | Rilevato, 1,2 kCi (44 TBq)                                       | [ 1 ] [ 5 ] [ 9 ] [ 8 ]             | |
| Hyrax        | 14 settembre 1962, 17:10:00,12 | PST (-8 ore)       | NTS Area U3bh 37.04389°N 116.02186°W      | 1197 m - 216,69 m  | Pozzo sotterraneo, sviluppo di armamenti       |                       | 5 kt          | Rilevato I-131, 0                                                | [ 1 ] [ 5 ] [ 9 ] [ 8 ]             | |
| Peba         | 20 settembre 1962, 17:00:00,12 | PST (-8 ore)       | NTS Area U3bb 37.05496°N 116.03°W         | 1205 m - 241,38 m  | Pozzo sotterraneo, sviluppo di armamenti       |                       | 11 kt         |                                                                  | [ 1 ] [ 8 ]                         | |
| Allegheny    | 29 settembre 1962, 17:00:00,15 | PST (-8 ore)       | NTS Area U9x 37.11663°N 116.03366°W       | 1271 m - 210,92 m  | Pozzo sotterraneo, sviluppo di armamenti       |                       | 1 kt          | Rilevato, 1,5 kCi (56 TBq)                                       | [ 1 ] [ 5 ] [ 9 ] [ 8 ]             | |
| Mississippi  | 5 ottobre 1962, 17:00:00,16    | PST (-8 ore)       | NTS Area U9ad 37.13937°N 116.0512°W       | 1264 m - 493,78 m  | Pozzo sotterraneo, sviluppo di armamenti       |                       | 115 kt        | Rilevato, 4,9 kCi (180 TBq)                                      | [ 1 ] [ 5 ] [ 9 ] [ 8 ]             | |
| Roanoke      | 12 ottobre 1962, 15:00:00,16   | PST (-8 ore)       | NTS Area U9q 37.1227°N 116.05168°W        | 1252 m - 154,53 m  | Pozzo sotterraneo, sviluppo di armamenti       |                       | 7 kt          | Rilevato, 1,2 kCi (44 TBq)                                       | [ 1 ] [ 5 ] [ 9 ] [ 8 ]             | |
| Wolverine    | 12 ottobre 1962, 17:00:00,12   | PST (-8 ore)       | NTS Area U3av 37.04876°N 116.0333°W       | 1200 m - 73,43 m   | Pozzo sotterraneo, sviluppo di armamenti       |                       | Meno di 20 kt | Rilevato, meno di 100 Ci (3 700 GBq)                             | [ 1 ] [ 5 ] [ 9 ] [ 8 ]             | |
| Tioga        | 18 ottobre 1962, 15:00:00,15   | PST (-8 ore)       | NTS Area U9f 37.1285°N 116.04111°W        | 1254 m - 59,44 m   | Pozzo sotterraneo, sviluppo di armamenti       |                       | Meno di 20 kt |                                                                  | [ 1 ] [ 8 ]                         | |
| Bandicoot    | 19 ottobre 1962, 18:00:00,08   | PST (-8 ore)       | NTS Area U3bj 37.03951°N 116.02185°W      | 1195 m - 241,3 m   | Pozzo sotterraneo, sviluppo di armamenti       |                       | 12,5 kt       | Rilevato al di fuori del sito di detonazione, 3 MCi (110 PBq)    | [ 1 ] [ 5 ] [ 9 ] [ 8 ]             | Generò una potenza più elevata di quanto atteso, portando a un problema nel contenimento del fallout. |
| Santee       | 27 ottobre 1962, 15:00:00,15   | PST (-8 ore)       | NTS Area U10f 37.14926°N 116.05437°W      | 1270 m - 319,43 m  | Pozzo sotterraneo, sviluppo di armamenti       |                       | 5 kt          | Rilevato, 4 kCi (150 TBq)                                        | [ 1 ] [ 5 ] [ 9 ] [ 8 ]             | |
| St. Lawrence | 9 novembre 1962, 18:00:00,16   | PST (-8 ore)       | NTS Area U2b 37.16379°N 116.07419°W       | 1309 m - 166,42 m  | Pozzo sotterraneo, sviluppo di armamenti       |                       | Meno di 20 kt | Rilevato, 6 kCi (220 TBq)                                        | [ 1 ] [ 5 ] [ 9 ] [ 8 ]             | |
| Gundi        | 15 novembre 1962, 16:30:00,08  | PST (-8 ore)       | NTS Area U3bm 37.04172°N 116.02461°W      | 1195 m - 241,44 m  | Pozzo sotterraneo, sviluppo di armamenti       |                       | Meno di 20 kt |                                                                  | [ 1 ] [ 8 ]                         | |
| Anacostia    | 27 novembre 1962, 18:00:00,14  | PST (-8 ore)       | NTS Area U9i 37.12275°N 116.02993°W       | 1274 m - 227,69 m  | Pozzo sotterraneo, sviluppo per scopi pacifici |                       | 5,2 kt        | Rilevato, 6,8 kCi (250 TBq)                                      | [ 1 ] [ 5 ] [ 9 ] [ 8 ]             | Terzo test dell'Operazione Plowshare, portò al rilascio accidentale di radioattività rilevata comunque solo nel sito di detonazione. Fu progettato per produrre isotopi pesanti e fornire analisi radiochimiche per il progetto Coach.                                                   |
| Taunton      | 4 dicembre 1962, 16:00:00,15   | PST (-8 ore)       | NTS Area U9aa 37.12804°N 116.05088°W      | 1256 m - 227,84 m  | Pozzo sotterraneo, sviluppo di armamenti       |                       | Meno di 20 kt | Rilevato, 4 kCi (150 TBq)                                        | [ 1 ] [ 5 ] [ 9 ] [ 8 ]             | |
| Madison      | 12 dicembre 1962, 17:25:00,12  | PST (-8 ore)       | NTS Area U12g.01 37.17214°N 116.20282°W   | 2252 m - 245,36 m  | In tunnel, sviluppo di armamenti               |                       | Meno di 20 kt | Rilevato, 20 kCi (740 TBq)                                       | [ 1 ] [ 5 ] [ 9 ] [ 8 ]             | |
| Numbat       | 12 dicembre 1962, 18:45:00,12  | PST (-8 ore)       | NTS Area U3bu 37.04609°N 116.01637°W      | 1201 m - 231,95 m  | Pozzo sotterraneo, sviluppo di armamenti       |                       | 11 kt         | Rilevato I-131, 0                                                | [ 1 ] [ 5 ] [ 9 ] [ 8 ]             | |
| Manatee      | 14 dicembre 1962, 18:00:00,16  | PST (-8 ore)       | NTS Area U9af 37.12419°N 116.04083°W      | 1254 m - 58,52 m   | Pozzo sotterraneo, sviluppo di armamenti       |                       | Meno di 20 kt | Rilevato, 1,8 kCi (67 TBq)                                       | [ 1 ] [ 5 ] [ 9 ] [ 8 ]             | |
| Casselman    | 8 febbraio 1963, 16:00:00,16   | PST (-8 ore)       | NTS Area U10g 37.14891°N 116.05265°W      | 1268 m - 302,97 m  | Pozzo sotterraneo, sviluppo di armamenti       | Stadio primario W47Y2 | 6 kt          | Rilevato, 6,3 kCi (230 TBq)                                      | [ 1 ] [ 5 ] [ 9 ] [ 8 ]             | Parte del test fu volta a determinare la quantità di trizio necessaria a garantire una durata di vita della testata pari a 4 anni. La versione Y2 della testata W47 utilizzava un nocciolo in delta-plutonio volto ad aumentare la resistenza dell'arma agli effetti di neutroni ostili. |
| Hatchie      | 8 febbraio 1963, 16:00:01,15   | PST (-8 ore)       | NTS Area U9e 37.1259°N 116.03962°W        | 1256 m - 60,96 m   | Pozzo sotterraneo, sviluppo di armamenti       |                       | Meno di 20 kt |                                                                  | [ 1 ] [ 8 ]                         | |
| Acushi       | 8 febbraio 1963, 18:30:00,14   | PST (-8 ore)       | NTS Area U3bg 37.04608°N 116.0218°W       | 1199 m - 260,87 m  | Pozzo sotterraneo, sviluppo di armamenti       |                       | 9 kt          |                                                                  | [ 1 ] [ 8 ]                         | |
| Ferret       | 8 febbraio 1963, 18:30:00,13   | PST (-8 ore)       | NTS Area U3bf 37.05832°N 116.03°W         | 1208 m - 325,69 m  | Pozzo sotterraneo, sviluppo di armamenti       |                       | Meno di 20 kt |                                                                  | [ 1 ] [ 8 ]                         | |
| Chipmunk     | 15 febbraio 1963, 17:00:00,13  | PST (-8 ore)       | NTS Area U3ay 37.049°N 116.03249°W        | 1201 m - 59,38 m   | Pozzo sotterraneo, safety experiment           |                       | Meno di 20 kt |                                                                  | [ 1 ] [ 8 ]                         | |
| Kaweah       | 21 febbraio 1963, 19:47:00,14  | PST (-8 ore)       | NTS Area U9ab 37.12026°N 116.04659°W      | 1249 m - 227,08 m  | Pozzo sotterraneo, sviluppo per scopi pacifici |                       | 3 kt          | Rilevato, 40 kCi (1 500 TBq)                                     | [ 1 ] [ 5 ] [ 9 ] [ 8 ]             | Quarto test dell'Operazione Plowshare. Fu progettato per produrre isotopi pesanti e fornire analisi radiochimiche per il progetto Coach. |
| Carmel       | 21 febbraio 1963, 19:47:08.63  | PST (-8 ore)       | NTS Area U2h 37.15477°N 116.08078°W       | 1311 m - 163,37 m  | Pozzo sotterraneo, sviluppo di armamenti       |                       | Meno di 20 kt | Rilevato, 7,2 kCi (270 TBq)                                      | [ 1 ] [ 5 ] [ 9 ] [ 8 ]             | |
| Jerboa       | 1º marzo 1963, 19:00:00,12     | PST (-8 ore)       | NTS Area U3at 37.04447°N 116.02736°W      | 1197 m - 301,16 m  | Pozzo sotterraneo, sviluppo di armamenti       |                       | Meno di 20 kt |                                                                  | [ 1 ] [ 8 ]                         | |
| Toyah        | 15 marzo 1963, 16:22:53,14     | PST (-8 ore)       | NTS Area U9ac 37.12583°N 116.04568°W      | 1252 m - 130,76 m  | Pozzo sotterraneo, sviluppo di armamenti       |                       | Meno di 20 kt | Rilevato, 1,2 kCi (44 TBq)                                       | [ 1 ] [ 5 ] [ 9 ] [ 8 ]             | |
| Gerbil       | 29 marzo 1963, 15:49:00,12     | PST (-8 ore)       | NTS Area U3bp 37.0417°N 116.01913°W       | 1196 m - 279,5 m   | Pozzo sotterraneo, sviluppo di armamenti       |                       | 11 kt         |                                                                  | [ 1 ] [ 8 ]                         | |
| Ferret Prime | 5 aprile 1963, 17:52:00,13     | PST (-8 ore)       | NTS Area U3by 37.0373°N 116.02468°W       | 1193 m - 241,55 m  | Pozzo sotterraneo, sviluppo di armamenti       |                       | 7 kt          |                                                                  | [ 1 ] [ 8 ]                         | |
| Coypu        | 10 aprile 1963, 16:01:30,12    | PST (-8 ore)       | NTS Area U3af 37.04879°N 116.03106°W      | 1201 m - 74,6 m    | Pozzo sotterraneo, test di sicurezza           |                       | Meno di 20 kt |                                                                  | [ 1 ] [ 8 ]                         | |
| Cumberland   | 11 aprile 1963, 16:03:00,16    | PST (-8 ore)       | NTS Area U2e 37.15663°N 116.07183°W       | 1299 m - 227,08 m  | Pozzo sotterraneo, sviluppo di armamenti       |                       | 6 kt          | Rilevato, 8,5 kCi (310 TBq)                                      | [ 1 ] [ 5 ] [ 9 ] [ 8 ]             | |
| Kootanai     | 24 aprile 1963, 16:09:30,141   | PST (-8 ore)       | NTS Area U9w 37.12055°N 116.03715°W       | 1261 m - 181,97 m  | Pozzo sotterraneo, sviluppo di armamenti       |                       | Meno di 20 kt | Rilevato, 410 Ci (15 000 GBq)                                    | [ 1 ] [ 5 ] [ 9 ] [ 8 ]             | |
| Paisano      | 24 aprile 1963, 16:09:30,142   | PST (-8 ore)       | NTS Area U9w1(wi?) 37.12048°N 116.03704°W | 1261 m - 56,69 m   | Pozzo sotterraneo, sviluppo di armamenti       |                       | Meno di 20 kt | Rilevato I-131, 0                                                | [ 1 ] [ 5 ] [ 8 ]                   | |
| Gundi Prime  | 9 maggio 1963, 18:19:00        | PST (-8 ore)       | NTS Area U3db 37.04933°N 116.01631°W      | 1205 m - 271,73 m  | Pozzo sotterraneo, sviluppo di armamenti       |                       | 8 kt          |                                                                  | [ 1 ] [ 8 ]                         | |
| Harkee       | 17 maggio 1963, 14:55:00,0     | PST (-8 ore)       | NTS Area U3bv 37.04388°N 116.01637°W      | 1200 m - 241,42 m  | Pozzo sotterraneo, sviluppo di armamenti       |                       | Meno di 20 kt |                                                                  | [ 1 ] [ 8 ]                         | |
| Tejon        | 17 maggio 1963, 14:55:00,0     | PST (-8 ore)       | NTS Area U3cg 37.04831°N 116.0331°W       | 1199 m - 74,6 m    | Pozzo sotterraneo, test di sicurezza           |                       | Meno di 20 kt |                                                                  | [ 1 ] [ 8 ]                         | |
| Stones       | 22 maggio 1963, 15:40:00,14    | PST (-8 ore)       | NTS Area U9ae 37.11101°N 116.03993°W      | 1257 m - 394,72 m  | Pozzo sotterraneo, sviluppo di armamenti       |                       | 20 kt         | Rilevato, 5,8 kCi (210 TBq)                                      | [ 1 ] [ 5 ] [ 9 ] [ 8 ]             | |
| Pleasant     | 29 maggio 1963, 15:03:30,16    | PST (-8 ore)       | NTS Area U9ah 37.12805°N 116.04429°W      | 1253 m - 210,31 m  | Pozzo sotterraneo, sviluppo di armamenti       |                       | 2 kt          | Rilevato, 760 Ci (28 000 GBq)                                    | [ 1 ] [ 5 ] [ 9 ] [ 8 ]             | |
| Yuba         | 5 giugno 1963, 17:00:00,12     | PST (-8 ore)       | NTS Area U12b.10 37.19653°N 116.21004°W   | 2240 m - 242,41 m  | In tunnel, sviluppo di armamenti               |                       | 3,1 kt        | Rilevato al di fuori del sito di detonazione, 110 Ci (4 100 GBq) | [ 1 ] [ 5 ] [ 9 ] [ 8 ]             | |
| Hutia        | 6 giugno 1963, 14:00:00,13     | PST (-8 ore)       | NTS Area U3bc 37.04498°N 116.03723°W      | 1198 m - 134,57 m  | Pozzo sotterraneo, sviluppo di armamenti       |                       | 3 kt          |                                                                  | [ 1 ] [ 8 ]                         | |
| Apshapa      | 6 giugno 1963, 16:58:00,15     | PST (-8 ore)       | NTS Area U9ai 37.12459°N 116.04092°W      | 1254 m - 89,92 m   | Pozzo sotterraneo, sviluppo di armamenti       |                       | Meno di 20 kt | Rilevato, 4 Ci (150 GBq)                                         | [ 1 ] [ 5 ] [ 9 ] [ 8 ]             | |
| Mataco       | 14 giugno 1963, 14:10:00,13    | PST (-8 ore)       | NTS Area U3bk 37.0461°N 116.01909°W       | 1200 m - 195,56 m  | Pozzo sotterraneo, sviluppo di armamenti       |                       | 3 kt          |                                                                  | [ 1 ] [ 8 ]                         | |
| Kennebec     | 25 giugno 1963, 23:00:00,15    | PST (-8 ore)       | NTS Area U2af 37.13135°N 116.06893°W      | 1276 m - 226,16 m  | Pozzo sotterraneo, sviluppo di armamenti       |                       | 4 kt          | Rilevato, 30 Ci (1 100 GBq)                                      | [ 1 ] [ 5 ] [ 9 ] [ 8 ]             | |

1. ↑  Gli Stati Uniti d'America, la Francia e il Regno Unito chiamano ogni loro singolo test con un nome in codice, mentre Unione Sovietica e Cina, salvo rari casi, non lo fanno, quindi i loro test sono identificati solo da numeri. Un trattino seguito da un numero indica un membro di un test a salve.
2. ↑  Per convertire l'ora universale in ora locale, si deve aggiungere alla prima il numero tra parentesi.
3. ↑  Nome del luogo e corrispettive coordinate. Nel caso di test missilistici, viene indicato il luogo di lancio del missile prima del luogo della detonazione. Mentre alcune località possono essere indicate con sicurezza, nel caso, ad esempio, di esplosioni in alta atmosfera, le indicazioni possono essere piuttosto inaccurate.
4. ↑  Con "altitudine" si intende l'altezza rispetto al livello del mare del terreno posto direttamente sotto l'esplosione, mentre con "quota" si intende la distanza tra tale punto e l'esplosione. Nel caso di test missilistici, il livello del terreno è indicato con "N/A". L'assenza di numeri o altre indicazioni sta a significare che il valore è sconosciuto.
5. ↑  L'energia liberata espressa in chilotoni e megatoni.